# Мало, Кармен
Кармен Елена Мало Мерчан (исп. Carmen Elena Malo Merchán; род. 24 мая 1972, Куэнка) — эквадорский стрелок, специализирующаяся в стрельбе из пистолета. Участница трёх Олимпиад.

## Карьера
Кармен Мало начала спортивную карьеру в 1997 году, в следующем году впервые выступила в составе сборной на международной арене. На Панамериканских играх 1999 года в Виннипеге заняла 9 место в стрельбе из пневматического пистолета, а в стрельбе из стандартного пистолета заняла 13 позицию.
В 2000 году дебютировала на Олимпийских играх. В Сиднее она выступила только в одном виде программы — в стрельбе из пневматического пистолета. Она не смогла пройти квалификацию, заняв только 21 место с суммарным результатом 378 очков. 
На Панамериканских играх 2003 года пробилась в финал в стрельбе из пистолета, но заняла в нём последнее восьмое место.
На Играх в Афинах показала сороковой результат в стрельбе из пневматического пистолета, а в упражнении со стандартным пистолетом показала 36-й результат.
В 2008 году на своей третьей Олимпиаде Мало стреляла только из стандартного пистолета, где заняла предпоследнее 40-е место.